# Cening (Singorojo)
Cening is een bestuurslaag in het regentschap Kendal van de provincie Midden-Java, Indonesië. Cening telt 3000 inwoners (volkstelling 2010).